# 尼古拉·卡诺
尼古拉·莱昂纳尔·萨迪·卡诺（法語：Nicolas Léonard Sadi Carnot，1796年6月1日—1832年8月24日），法国物理学家、工程师、军官，被誉为“熱力學之父”。尼古拉·卡诺在1824年6月12日发表了他唯一的出版著作《论火的动力》（《Reflections on the Motive Power of Fire》）。卡诺在这部著作中提出了卡诺热机和卡诺循环概念及卡诺定理。1832年，他染上了流行性霍乱，在同年8月24日被夺去了生命，病逝于巴黎，年仅36岁。在卡诺的一生中，他的研究不曾引起外界关注。卡诺生前的好友罗贝林（Robelin）在法国《百科评论》杂志上曾经这样写道：“卡诺孤独地生活、凄凉地死去，他的著作无人阅读，无人承认。”不过後來他的理论被鲁道夫·克劳修斯和威廉·汤姆森重新陳述，是建立热力学第二定律的正式定義熵的概念的重要基础。《论火的动力》这部著作也成为热力学成为现代科学的标志。

## 生平
1796年6月1日，尼古拉·莱昂纳尔·萨迪·卡诺出生于法国巴黎小盧森堡宮。出生在一個傑出的科學和政治家庭。他是法国大革命时期著名的，傑出的數學家，軍事工程師和法國革命軍領袖拉扎尔·卡诺的长子。尼古拉·莱昂纳尔·萨迪·卡诺名字中的“萨迪”（Sadi），是拉扎尔·卡诺从波斯詩人薩迪·設拉茲的名字中取的，生活中他一直被稱為“萨迪”（Sadi）。法国政治家左派議員伊波利特·卡諾的哥哥。法兰西第三共和国的第四任總統玛利·弗朗索瓦·萨迪·卡诺则是他侄子。
1812年，薩迪·卡諾在16歲時，考入巴黎综合理工学院，成為一名軍校學員，他同期的同學包括米歇尔·沙勒和贾斯帕-古斯塔夫·科里奥利。理工學院的当时目的是培訓工程師為軍事服務，但是由于在學院任教的多位著名科學家包括安德烈-瑪麗·安培，约瑟夫·傅里叶，约瑟夫·路易·盖-吕萨克，西莫恩·德尼·泊松等，学院的数学教育十分突出。薩迪在1814年畢業後，成為了法國軍隊中工程師兵團的一名官員。卡诺的父亲拉扎尔·卡诺在法国大革命和拿破仑第一帝国时代担任要职。他先后是罗伯斯庇尔的十二人公安委员会的成员之一、拿破仑第一执政手下的战争部长及滑鐵盧戰役前百日王朝的内政部长。当拿破仑帝国在1815年被倾覆后，拉扎尔被流放国外。在路易十八復辟的波旁王朝君主政體下，薩迪在軍隊中變得越來越難立足。
1819年，薩迪调职到新成立的巴黎總參謀部。他仍然为軍事任務服务，但從那時起，他开始将他大部分的注意力致力於他私下的研究，他当时只能得到三分之二的工資。卡諾結識了科學家尼古拉斯·克莱门特和他一起出席关于物理學和化學的講座。这时他对蒸汽機性能改進的局限性產生了興趣，这个问题引导他走上了热机理论研究的道路。并且在1824年发表了他的著作《论火的动力》（《Reflections on the Motive Power of Fire》）。1828年，卡諾在没有得到退休金的情况下從軍隊退役。1832年，他因患上了“躁狂症”和“譫妄”而被拘留在私人庇護所里。之後不久，他染上霍亂，病逝在塞納河畔伊夫裡的醫院，年仅36岁。

## 《论热的动力》

### 背景
當卡諾開始准备编写这部著作时，蒸汽機对經濟和工業的重要性已經取得了廣泛的認可，但是一直沒有关于控制蒸汽机把热转变为机械运动的各种因素的科學研究。在一個多世紀前的1712年，托马斯·纽科门發明了第一台活塞式蒸汽機，而大約50年後的1769年，詹姆斯·瓦特改良出的工业蒸汽机，大大提高了蒸汽機的效率和實用性。当时已經發明了複合引擎，甚至已经出現了原始形式的內燃機，这些发明卡諾都很熟悉，而他也在他的著作中描述其中的一些細節。然而，他也看到：人们知道怎样制造和使用蒸汽机，却幾乎没有关于蒸汽机運作的科學理論。在1824年，能量守恆定律的原則仍然存在爭議，熱力學第一定律的確切措辭理论成形还需要数个十年之久; 熱功當量再過二十年都不會被制定。关于熱力的理論是熱量的理論，把熱作為一種當失去平衡時流動的失重和無形的流體。卡諾时代的工程师曾尝試通過使用高壓蒸汽和流體的方式来提高發動機的效率。在当时引擎開發的早期階段，一個合格的發動機的效率，燃料能夠做到的有效利用，只有3％。

### 卡诺循环

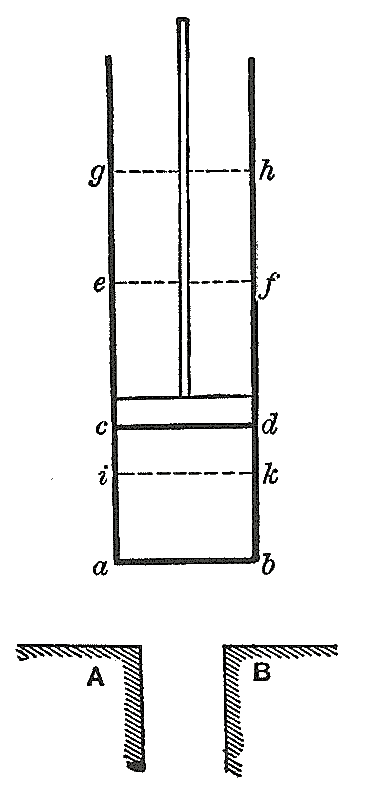
一個卡諾熱機的示意圖，其中abcd為圓柱的容器，cd為活塞，而A和B為二個固定溫度的機構。圓柱容器可位在同時接觸二機構的位置，或是如圖所示，位在不和任一機構接觸的位置

卡諾試圖回答有關熱機的操作兩個問題：“热机效率是否有一极限？”和“是否有其他一些更理想的工作液體或氣體取代蒸汽来加熱引擎？”。1824年，當時的他28歲，他試圖在研究調查報告中回答這些問題，使他出版的是一本受歡迎的作品，《论热的动力》。書中覆蓋了相當大部分当时的热机工程界引起廣泛讨论的關於熱引擎的議題;他呼籲在一些涉及演算的論點，除了在腳註中，方程式可以最低限度的减少，並多一點簡單的代數和算術运算。他討論了空氣和蒸汽作為工作流體的相對優點，各种蒸汽機設計的優點，以及一些他自己关于改良蒸汽機的效率和實用性的想法。這本書最重要的部分，是專門摘要介紹了一種理想化的，可以普遍適用於所有的熱機的比较标准的發動機，用来理解和闡明熱機的基本原則。
也許卡諾对熱力學最重要的貢獻是他关于蒸汽機抽象的本質特徵描述，在他的那一天，人們开始進入一個更普及的和理想化的熱力發動機时代。這建造了一個可以作出精確計算的熱力學系統模型，並避免了由許多當代蒸汽機的粗糙造成的复雜化使用。通过理想化的發動機，他原來的兩個問題就可以得到明確并且無可爭議的答案。
他指出，這種理想化的發動機的效率是兩個溫度之間的一個函數。然而，他並沒有給該函數的確切形式，後來證明是（T1-T2）/ T1，其中，T_1、T_2为热力学温标下高、低温热源温度。（注：這個公式可能來自開爾文）。無熱的發動機給定相同的操作溫度。可以更有效率地操作。
在工程学和热力学中，热机被简化为一个由高温热源TH，工作系统和低温热源TC（可以看作多余能量的排放处）构成的循环。热量由高温热源传递到工作系统中，一部分通过做功转化为机械能，另一部分传到低温热源。
卡諾循環之所以是最有效的發動機，不僅是因為沒有摩擦和其他附帶浪費進程;主要的原因是，它不承擔在不同溫度下的發動機部件之間的熱傳導。卡諾知道，在不同溫度下的機構之間的熱傳導是一種浪費和不可逆的過程，如果熱機要達到最高的效率，必須消除。
關於第二个问题，他也相當肯定發動機是否能達到最大效率并不依賴於工作物质的確切性質。他认為作為这個命題的重點：“熱動力是獨立的;其僅由溫度的機構之間的熱量的轉移發生的數量是固定的”。對於他的“熱的動力”，我們會說：“一個可逆熱機的效率”，我們會說：“熱的可逆轉讓”，而不是“熱量的轉讓”。他憑直覺知道，他的引擎將有最高的效率，但無法說出效率會是多少。

### 卡諾定理
根據卡諾定理，則（1）所有不可逆的熱機，其熱效率會比使用相同高溫和低溫熱源的卡諾熱機要低。（2）所有可逆的熱機，其熱效率會等於相同高溫和低溫熱源的卡諾熱機。
依卡諾定理可得到一熱機的最大熱效率{\displaystyle \eta }（也稱作卡諾效率）為：{\displaystyle \eta _{\text{max}}=\eta _{\text{Carnot}}=1-{\frac {T_{C}}{T_{H}}}}，其中“TC”為低溫熱源的絕對溫度，“TH”為高溫熱源的絕對溫度
上式的熱效率是指熱機產生的功和高溫熱源提供能量的比值。
上述定律其實是熱力學第二定律的結果。不過當初卡諾在推導此定律時是以熱質說為基礎，鲁道夫·克劳修斯和威廉·汤姆森则以此定律為基礎進一步闡述建立熱力學第二定律正式定義熵的概念。

## 逝世与影响
卡諾在1832年死於当时爆发的霍亂疫情期間，去世时只有36歲。由於霍亂的傳染性，按照当时的防疫条例，霍乱病者的遗物应一律付之一炬。卡诺的許多物品和生前所写的大量手稿被烧毁，因此，他的科學著作只有極少數倖存下來。
在卡诺去世两年后，《论火的动力》才获得了第一个认真的读者–埃米尔·克拉佩龙。他是巴黎理工学院的毕业生，只比卡诺低几个年级。1834年，他在学院出版的杂志上发表了题为《论热的动力》的论文，用P－V曲线翻译了卡诺循环，但未引起学术界的注意。10年后，英国青年物理学家威廉·汤姆森在法国学习时，偶尔读到埃米尔·克拉佩龙的文章，才知道有卡诺的热机理论。然而，他找遍了各图书馆和书店，都无法找到卡诺的1824年论著。实际上，他在1848年发表的《建立在卡诺热动力理论基础上的绝对温标》一文，主要根据埃米尔·克拉佩龙介绍的卡诺理论来写的。1849年，威廉·汤姆森才终于弄到一本他盼望已久的卡诺著作。十余年后，德国物理学家鲁道夫·克劳修斯也遇到了同样的困难，他一直没弄到卡诺原著，只是通过埃米尔·克拉佩龙和威廉·汤姆森的论文熟悉了卡诺理论。
可以这样说，卡诺的学术地位是随着热功当量的发现，热力学第一定律、能量守恒和转化定律及热力学第二定律相继被揭示出来的过程慢慢地形成的；卡诺的理论除了对埃米尔·克拉佩龙、鲁道夫·克劳修斯和威廉·汤姆森等少数几位物理学家产生过影响外，它在整个物理学界未曾引起过反响。